# Wesley Kreder
Wesley Kreder (Leiden, 4 de noviembre de 1990) es un ciclista neerlandés que fue profesional entre 2009 y 2023.
Su hermano, Dennis, también es un ciclista profesional al igual que sus primos Michel Kreder y Raymond Kreder. Wesley y Dennis fueron compañeros en el Van Vliet-EBH-Elshof, mientras que Michel y Raymond corrieron juntos en el equipo UCI ProTeam el Garmin-Sharp. En 2014 volvió a coincidir con su primo Michel en el equipo Wanty-Groupe Gobert.

## Biografía
Nacido en Leiden, Kreder ha competido como profesional desde mediados de la temporada 2012 cuando se unió al equipo Vacansoleil-DCM como stagiaire, después de haber sido miembro del equipo Rabobank Continental desde 2010. Kreder logró su primera victoria como profesional en octubre de 2012, quedándose con el Tour de Vendée.
En agosto de 2023 sufrió un infarto, motivo por el cual puso fin a su carrera a finales de ese mismo año.

## Palmarés
2010
- Ronde van Midden-Nederland

2012
- Tour de Vendée

2014
- 3.º en el Campeonato de los Países Bajos en Ruta

2016
- 1 etapa del Ster ZLM Toer

## Resultados en Grandes Vueltas
| Carrera | Carrera         | 2009 | 2010 | 2011 | 2012 | 2013 | 2014 | 2015 | 2016 | 2017 | 2018 | 2019 | 2020 | 2021  | 2022  | 2023 |
| ------- | --------------- | ---- | ---- | ---- | ---- | ---- | ---- | ---- | ---- | ---- | ---- | ---- | ---- | ----- | ----- | ---- |
|         | Giro de Italia  | —    | —    | —    | —    | —    | —    | —    | —    | —    | —    | —    | —    | 128.º | 139.º | —    |
|         | Tour de Francia | —    | —    | —    | —    | —    | —    | —    | —    | —    | —    | —    | —    | —     | —     | —    |
|         | Vuelta a España | —    | —    | —    | —    | —    | —    | —    | —    | —    | —    | —    | —    | 110.º | —     | —    |

—: no participa
Ab.: abandono

## Equipos
- Van Vliet-EBH-Elshof (2009)
- Rabobank Continental Team (2010-2012)[2]
- Vacansoleil-DCM Pro Cycling Team (2012-[3] 2013)
- Wanty-Groupe Gobert (2014)
- Roompot Oranje Peloton (2015-2016)
- Wanty (2017-2021)
  - Wanty-Groupe Gobert (2017-2018)
  - Wanty-Gobert Cycling Team (2019)
  - Circus-Wanty Gobert (2020)
  - Intermarché-Wanty-Gobert Matériaux (2021)
- Cofidis (2022-2023)